# Fanny (film, 1961)
Pour les articles homonymes, voir Fanny.
Pour plus de détails, voir Fiche technique et Distribution.
Fanny est un film américain réalisé par Joshua Logan et sorti en 1961.
Sans être un film musical, c'est l'adaptation cinématographique du livret de la comédie musicale éponyme créée à Broadway en 1954, elle-même inspirée de la trilogie marseillaise de Marcel Pagnol.

## Synopsis
À Marseille, près du Vieux-Port, Fanny, fille de la marchande de poissons Honorine, et Marius, fils de César, patron du Bar de la Marine, s'aiment secrètement depuis longtemps. Mais l'attirance de Marius pour la mer l'emporte. Encouragé par Piquoiseau (surnommé l'amiral), Marius quitte Marseille alors qu'il ignore que Fanny est enceinte. Pour éviter le déshonneur de se retrouver mère célibataire, Fanny accepte d'épouser Honoré Panisse, un habitué du bar et un commerçant âgé mais prospère qui, informé de la situation, reconnaît le nouveau-né baptisé Césariot.
Césariot est déjà un jeune garçon lorsque Marius rentre un beau jour. Il va voir son père chez qui il rencontre aussi Fanny et Panisse. Il apprend que Fanny s'est mariée avec Panisse et qu'ils ont un fils qui s'appelle Césariot. Il découvre bientôt qu'il est le vrai père de Césariot. Panisse lui fait comprendre que, s'il veut emmener Fanny, Césariot restera avec lui. Marius disparaît de nouveau.
Un jour, l'amiral emmène Césariot en bateau chez Marius qui travaille dans un garage hors de Marseille. Quand Panisse, qui a le cœur faible, apprend la disparition de son fils, il s'évanouit. Fanny retrouve Césariot chez Marius et elle les amène tous les deux à sa maison. Sachant que les sentiments de Fanny et Marius sont toujours restés intacts, Panisse dicte une lettre dans laquelle il exprime le vœu que Fanny et Marius se marient. Ainsi il mourra tranquillement, convaincu qu'ainsi Césariot aura un « vrai » père.

## Fiche technique
- Titre : Fanny
- Réalisation : Joshua Logan
- Scénario : Julius J. Epstein, d'après la comédie musicale éponyme de S.N. Behrman, Joshua Logan et Harold Rome, elle-même adaptée de la trilogie marseillaise de Marcel Pagnol
- Musique : Harold Rome
- Direction et supervision musicale : Morris Stoloff
- Adaptation musicale : Harry Sukman
- Photographie : Jack Cardiff
- Son : Jean Monchablon, Richard Vosirek
- Montage : William Reynolds
- Direction artistique : Rino Mondellini
- Décors : Robert Turlure
- Costumes : Léon Zay, Anne-Marie Marchand
- Photographe de plateau : Walter Limot
- Pays de production :  États-Unis
- Langue de tournage : anglais
- Tournage :
  - Début des prises de vue : 16 mai 1960
  - Extérieurs : Marseille (Vieux-Port, Basilique Notre-Dame-de-la-Garde, Château d'If)
  - Intérieurs : Studios de Boulogne (Boulogne-Billancourt)
- Producteur : Joshua Logan
- Société de production : Mansfield Productions et Warner Bros.
- Société de distribution : Warner Bros. Pictures
- Format : couleur par Technicolor — 35 mm — 1,85:1 — son monophonique
- Genre : comédie dramatique
- Durée : 114[1]↔134 minutes
- Dates de sortie :
  - États-Unis : 28 juin 1961
  - France : mars 1962
- (fr) Mention CNC : tous publics (visa d'exploitation no 25885 délivré le 7 mars 1962)
- Affiche : Jean Mascii (France)

## Distribution
- Leslie Caron : Fanny Cabanisse
- Horst Buchholz : Marius
- Maurice Chevalier : Honoré Panisse
- Charles Boyer : César
- Georgette Anys : Honorine Cabanisse
- Salvatore Baccaloni : Escartefigue (le capitaine du Ferriboite)
- Lionel Jeffries : Monsieur Brun
- Raymond Bussières : l'amiral
- Joël Flateau : Césariot, fils de Fanny et de Marius
- Victor Francen : Louis Panisse
- René Tramoni : le chauffeur du Ferriboite
- Paul Bonifas : le facteur
- Jacques Ary : un marin (non crédité)
- Daniel Crohem : non crédité
- Dominique Davray : une marchande de poisson (non créditée)
- Germaine Delbat : la femme de Louis Panisse (non créditée)
- Clément Harari : non crédité
- Maguy Horiot : non créditée
- Moustache : non crédité
- Jean Ozenne : un consommateur (non crédité)
- Jean Panisse : un passant (non crédité)
- Pâquerette : une invitée à l'anniversaire (non créditée)
- Hélène Tossy : une marchande de poisson (non crédité)

## Distinctions
- National Board of Review 1961 : parmi les 10 meilleurs films de l'année
- New York Times Film Critics 1961 : parmi les 10 meilleurs films de l'année

### Récompense
- Laurel Awards 1962 : Jack Cardiff lauréat du Golden Laurel du meilleur film en couleur (3e place)

### Nominations
- Laurel Awards 1962 : 
  - Nommé pour le Golden Laurel du meilleur film dramatique
  - Leslie Caron nommée pour le Golden Laurel de la meilleure actrice dramatique
  - Charles Boyer nommé pour le Golden Laurel du meilleur acteur dramatique
- Oscar du cinéma 1962 :
  - Charles Boyer nommé pour l'Oscar du meilleur acteur
  - Jack Cardiff nommé pour l'Oscar de la meilleure photographie couleur
  - William Reynolds nommé pour Oscar du meilleur montage
  - Morris Stoloff et Harry Sukman nommés pour l'Oscar du meilleur enregistrement musical
  - Joshua Logan nommé pour Oscar du meilleur film
- American Cinema Editors 1962 : William Reynolds nommé pour le prix Eddie du meilleur montage
- Directors Guild of America 1962 : Joshua Logan nommé pour le DGA Award du réalisateur du meilleur film de l'année (Outstanding Directorial Achievement in Feature Film)
- Golden Globes 1962 : 
  - Nommé pour le Golden Globe du meilleur film dramatique
  - Maurice Chevalier nommé pour le Golden Globe du meilleur acteur dans un film dramatique
  - Leslie Caron nommée pour le Golden Globe de la meilleure actrice dans un film dramatique
  - Harold Rome nommé pour le Golden Globe de la meilleure musique de film
- Writers Guild of America 1962 : Julius J. Epstein nommé pour le WGA Award du meilleur scénario dramatique

## Autour du film
- En 1954, est représentée à Broadway, Fanny, une comédie musicale reprenant les arguments de la trilogie marseillaise de Marcel Pagnol. Le livret est de S. N. Behrman et Joshua Logan et la musique d'Harold Rome. Son adaptation cinématographique conserve l'intrigue tandis que les morceaux musicaux sont abandonnés (les thèmes sont simplement repris pour l'illustration sonore). La mise en scène est confiée à Logan.
- Leslie Caron[2] : « J'acceptai le rôle de Fanny dans une adaptation pour le cinéma de la trilogie de Marcel Pagnol. […] Josh Logan (nommé pour un Oscar pour ce film) était un géant tant par sa taille que par sa riche imagination. Il était capable d'émotions si fortes que je le surnommais Jupiter. Le cadre du Sud de la France et une magnifique équipe de comédiens concouraient à faire de Fanny une œuvre riche et pittoresque. La scène où je flirte avec Maurice Chevalier est, dans mon souvenir, parmi les plus agréables de ma carrière. Son rôle plaisait beaucoup à Maurice et il apportait des nuances d'une extrême finesse à ses moindres répliques : nous formions, je crois, un excellent duo (il fut nommé pour un Golden Globe). En tant que César, Charles Boyer, un acteur admirable, montra qu'il était capable de jouer des rôles beaucoup plus variés que ceux qui lui étaient habituellement offerts. Abandonnant les tons de velours de sa voix de séducteur, il fit ressortir avec beaucoup d'humour le côté excessif du caractère méridional. […] Horst Buchholz était le plus délicieux des complices, tendre, sensible et capable d'un lyrisme qui rendait les scènes d'amour aussi faciles que mémorables. Le rôle de Fanny est probablement le plus romantique de tous ceux qui m'avaient été offerts jusque-là. Les émotions qu'il m'a donné l'occasion d'exprimer m'ont enrichie, je me sentais comblée. »
- En février 2009, Claude Chabrol classera Fanny parmi les trois « plus mauvais films de l'histoire du cinéma », aux côtés de Folies bourgeoises, un de ses propres films, et du film de Bernard-Henri Lévy : Le Jour et la Nuit (avec Alain Delon, Arielle Dombasle et Karl Zéro)[3].